# ハインリヒ (グロイチュ伯)
ハインリヒ・フォン・グロイチュ（Heinrich von Groitzsch, 生年不詳 - 1135年12月31日）は、神聖ローマ帝国の領邦君主の1人。ラウジッツ辺境伯（在位：1131年 - 1135年）。グロイチュ伯ヴィプレヒト2世とボヘミア王ヴラチスラフ2世の娘ユーディトの次男。

## 生涯
1117年に兄のヴィプレヒト3世が亡くなり、1124年の父の死を承けてマクデブルク城伯となり、1128年のオストマルク辺境伯を経て、1131年にラウジッツ辺境伯及びハレのノイヴェルク修道院の代官となった。しかし、マイセン辺境伯を継ぐことはできず、父からマイセンを奪ったヴェッティン家のコンラート1世がその座に就いた。1133年に妻ベルタと共にビュールゲル修道院を寄進、2年後の1135年に亡くなった。
レーギンボーデン家のゼルボルト＝ゲルンハウゼン伯ディートマール（ナウムブルク聖堂の寄進者でもある）の娘ベルタ（1137年没）と結婚していたが、子供は生まれず、遺領はコンラート1世が相続した。